# Lijst van H- en P-zinnen
Dit is de lijst van gevarenaanduidingen (H-zinnen, met de H van hazard) en voorzorgsmaatregelen (P-zinnen, met de P van precautionary) volgens Globally Harmonised System of Classification and Labelling of Chemicals (GHS) die in de Europese Unie gebruikt wordt.

## Lijst van gevarenaanduidingen (H-zinnen)

### Gevarenaanduidingen voor materiële gevaren
| Code | Van toepassing op                                                                                    | Begeleidende tekst                                                                           |
| ---- | --- | -------------------------------------------------------------------------------------------- |
| H200 | Ontplofbare stoffen, instabiel                                                                       | "Instabiele ontplofbare stof."                                                               |
| H201 | Ontplofbare stoffen, subklasse 1.1                                                                   | "Ontplofbare stof: gevaar voor massa-explosie."                                              |
| H202 | Ontplofbare stoffen, subklasse 1.2                                                                   | "Ontplofbare stof, ernstig gevaar voor scherfwerking."                                       |
| H203 | Ontplofbare stoffen, subklasse 1.3                                                                   | "Ontplofbare stof; gevaar voor brand, luchtdrukwerking of scherfwerking."                    |
| H204 | Ontplofbare stoffen, subklasse 1.4                                                                   | "Gevaar voor brand of scherfwerking."                                                        |
| H205 | Ontplofbare stoffen, subklasse 1.5                                                                   | "Gevaar voor massa-explosie bij brand."                                                      |
| H207 | Ontplofbare stoffen, subklasse 1.7                                                                   | "Kan brand veroorzaken of brand bevorderen."                                                 |
| H220 | Ontvlambare gassen, gevarencategorie 1                                                               | "Zeer licht ontvlambaar gas."                                                                |
| H221 | Ontvlambare gassen, gevarencategorie 2                                                               | "Ontvlambaar gas."                                                                           |
| H222 | Aerosolen, gevarencategorie 1                                                                        | "Zeer licht ontvlambare aerosol."                                                            |
| H223 | Aerosolen, gevarencategorie 2                                                                        | "Ontvlambare aerosol."                                                                       |
| H224 | Ontvlambare vloeistoffen, gevarencategorie 1                                                         | "Zeer licht ontvlambare vloeistof en damp."                                                  |
| H225 | Ontvlambare vloeistoffen, gevarencategorie 2                                                         | "Licht ontvlambare vloeistof en damp."                                                       |
| H226 | Ontvlambare vloeistoffen, gevarencategorie 3                                                         | "Ontvlambare vloeistof en damp."                                                             |
| H227 | Ontvlambare vloeistoffen, gevarencategorie 4                                                         | "Brandbare vloeistof."                                                                       |
| H228 | Ontvlambare vaste stoffen, gevarencategorie 1 en 2                                                   | "Ontvlambare vaste stof."                                                                    |
| H229 | Aerosolen, gevarencategorieën 1,2,3                                                                  | "Houder onder druk: kan openbarsten bij verhitting"                                          |
| H230 | Ontvlambare gassen (waaronder chemisch instabiele gassen), gevarencategorie A                        | "Kan explosief reageren zelfs in afwezigheid van lucht"                                      |
| H231 | Ontvlambare gassen (waaronder chemisch instabiele gassen), gevarencategorie B                        | "Kan explosief reageren zelfs in afwezigheid van lucht bij verhoogde druk en/of temperatuur" |
| H240 | Zelfontledende stoffen en mengsels, type A Organische peroxiden, type A                              | "Ontploffingsgevaar bij verwarming."                                                         |
| H241 | Zelfontledende stoffen en mengsels, type B Organische peroxiden, type B                              | "Brand- of ontploffingsgevaar bij verwarming."                                               |
| H242 | Zelfontledende stoffen en mengsels, type C, D, E en F Organische peroxiden, type C, D, E en F        | "Brandgevaar bij verwarming."                                                                |
| H250 | Pyrofore vloeistoffen, gevarencategorie 1 Pyrofore vaste stoffen, gevarencategorie 1                 | "Vat spontaan vlam bij blootstelling aan lucht."                                             |
| H251 | Voor zelfverhitting vatbare stoffen en mengsels, gevarencategorie 1                                  | "Vatbaar voor zelfverhitting: kan vlam vatten."                                              |
| H252 | Voor zelfverhitting vatbare stoffen en mengsels, gevarencategorie 2                                  | "In grote hoeveelheden vatbaar voor zelfverhitting: kan vlam vatten."                        |
| H260 | Stoffen en mengsels die in contact met water ontvlambare gassen ontwikkelen, gevarencategorie 1      | "In contact met water komen ontvlambare gassen vrij die spontaan kunnen ontbranden."         |
| H261 | Stoffen en mengsels die in contact met water ontvlambare gassen ontwikkelen, gevarencategorie 2 en 3 | "In contact met water komen ontvlambare gassen vrij."                                        |
| H270 | Oxiderende gassen, gevarencategorie 1                                                                | "Kan brand veroorzaken of bevorderen; oxiderend."                                            |
| H271 | Oxiderende vloeistoffen, gevarencategorie 1 Oxiderende vaste stoffen, gevarencategorie 1             | "Kan brand of ontploffingen veroorzaken; sterk oxiderend."                                   |
| H272 | Oxiderende vloeistoffen, gevarencategorie 2 en 3 Oxiderende vaste stoffen, gevarencategorie 2 en 3   | "Kan brand bevorderen; oxiderend."                                                           |
| H280 | Gassen onder druk: samengeperst gas; vloeibaar gas; opgelost gas                                     | "Bevat gas onder druk; kan ontploffen bij verwarming."                                       |
| H281 | Gassen onder druk: sterk gekoeld vloeibaar gas                                                       | "Bevat sterk gekoeld gas; kan cryogene brandwonden of letsel veroorzaken."                   |
| H290 | Bijtend voor metalen, gevarencategorie 1                                                             | "Kan bijtend zijn voor metalen."                                                             |

Codes H229, H230 en H231 zijn ingevoegd door de Europese Verordening (EU) nr. 487/2013 van de Commissie van 8 mei 2013 tot wijziging van Verordening (EG) nr. 1272/2008 van het Europees Parlement en de Raad betreffende de indeling, etikettering en verpakking van stoffen en mengsels, met het oog op de aanpassing aan de technische en wetenschappelijke vooruitgang.

### Gevarenaanduidingen voor gezondheidsgevaren
| Code           | Van toepassing op                                                                                            | Begeleidende tekst |
| -------------- | --- | --- |
| H300           | Acute orale toxiciteit, gevarencategorie 1 en 2                                                              | "Dodelijk bij inslikken." |
| H301           | Acute orale toxiciteit, gevarencategorie 3                                                                   | "Giftig bij inslikken." |
| H302           | Acute orale toxiciteit, gevarencategorie 4                                                                   | "Schadelijk bij inslikken." |
| H304           | Aspiratiegevaar, gevarencategorie 1                                                                          | "Kan dodelijk zijn als de stof bij inslikken in de luchtwegen terechtkomt." |
| H310           | Acute dermale toxiciteit, gevarencategorie 1 en 2                                                            | "Dodelijk bij contact met de huid." |
| H311           | Acute dermale toxiciteit, gevarencategorie 3                                                                 | "Giftig bij contact met de huid." |
| H312           | Acute dermale toxiciteit, gevarencategorie 4                                                                 | "Schadelijk bij contact met de huid." |
| H314           | Huidcorrosie/-irritatie, gevarencategorie 1A, 1B en 1C                                                       | "Veroorzaakt ernstige brandwonden en oogletsels." |
| H315           | Huidcorrosie/-irritatie, gevarencategorie 2                                                                  | "Veroorzaakt huidirritatie." |
| H317           | Huidsensibilisatie, gevarencategorie 1                                                                       | "Kan een allergische huidreactie veroorzaken." |
| H318           | Ernstig oogletsel/oogirritatie, gevarencategorie 1                                                           | "Veroorzaakt ernstig oogletsel." |
| H319           | Ernstig oogletsel/oogirritatie, gevarencategorie 2A                                                          | "Veroorzaakt ernstige oogirritatie." |
| H330           | Acute toxiciteit bij inademing, gevarencategorie 1 en 2                                                      | "Dodelijk bij inademing." |
| H331           | Acute toxiciteit bij inademing, gevarencategorie 3                                                           | "Giftig bij inademing." |
| H332           | Acute toxiciteit bij inademing, gevarencategorie 4                                                           | "Schadelijk bij inademing." |
| H334           | Sensibilisatie van de luchtwegen, gevarencategorie 1                                                         | "Kan bij inademing allergie- of astmasymptomen of ademhalingsmoeilijkheden veroorzaken." |
| H335           | Specifieke doelorgaantoxiciteit bij eenmalige blootstelling, gevarencategorie 3, irritatie van de luchtwegen | "Kan irritatie van de luchtwegen veroorzaken." |
| H336           | Specifieke doelorgaantoxiciteit bij eenmalige blootstelling, gevarencategorie 3, narcotische werking         | "Kan slaperigheid of duizeligheid veroorzaken." |
| H340           | Mutageniteit in geslachtscellen, gevarencategorie 1A en 1B                                                   | "Kan genetische schade veroorzaken <blootstellingsroute vermelden indien afdoende bewezen is dat het gevaar bij andere blootstellingsroutes niet aanwezig is>."                                                                                                |
| H341           | Mutageniteit in geslachtscellen, gevarencategorie 2                                                          | "Verdacht van het veroorzaken van genetische schade <blootstellingsroute vermelden indien afdoende bewezen is dat het gevaar bij andere blootstellingsroutes niet aanwezig is>."                                                                               |
| H350           | Kankerverwekkendheid, gevarencategorie 1A en 1B                                                              | "Kan kanker veroorzaken <blootstellingsroute vermelden indien afdoende bewezen is dat het gevaar bij andere blootstellingsroutes niet aanwezig is>." |
| H351           | Kankerverwekkendheid, gevarencategorie 2                                                                     | "Verdacht van het veroorzaken van kanker <blootstellingsroute vermelden indien afdoende bewezen is dat het gevaar bij andere blootstellingsroutes niet aanwezig is>."                                                                                          |
| H360           | Voortplantingstoxiciteit, gevarencategorie 1A en 1B                                                          | "Kan de vruchtbaarheid of het ongeboren kind schaden <specifiek effect vermelden indien bekend> <blootstellingsroute vermelden indien afdoende bewezen is dat het gevaar bij andere blootstellingsroutes niet aanwezig is>."                                   |
| H361           | Voortplantingstoxiciteit, gevarencategorie 2                                                                 | "Kan mogelijk de vruchtbaarheid of het ongeboren kind schaden <specifiek effect vermelden indien bekend> <blootstellingsroute vermelden indien afdoende bewezen is dat het gevaar bij andere blootstellingsroutes niet aanwezig is>."                          |
| H362           | Voortplantingstoxiciteit, aanvullende categorie, effecten op en via lactatie                                 | "Kan schadelijk zijn via de borstvoeding." |
| H370           | Specifieke doelorgaantoxiciteit bij eenmalige blootstelling, gevarencategorie 1                              | "Veroorzaakt schade aan organen <of alle betrokken organen vermelden indien bekend> <blootstellingsroute vermelden indien afdoende bewezen is dat het gevaar bij andere blootstellingsroutes niet aanwezig is>."                                               |
| H371           | Specifieke doelorgaantoxiciteit bij eenmalige blootstelling, gevarencategorie 2                              | "Kan schade aan organen <of alle betrokken organen vermelden indien bekend> veroorzaken <blootstellingsroute vermelden indien afdoende bewezen is dat het gevaar bij andere blootstellingsroutes niet aanwezig is>."                                           |
| H372           | Specifieke doelorgaantoxiciteit bij herhaalde blootstelling, gevarencategorie 1                              | "Veroorzaakt schade aan organen <of alle betrokken organen vermelden indien bekend> bij langdurige of herhaalde blootstelling <blootstellingsroute vermelden indien afdoende bewezen is dat het gevaar bij andere blootstellingsroutes niet aanwezig is>."     |
| H373           | Specifieke doelorgaantoxiciteit bij herhaalde blootstelling, gevarencategorie 2                              | "Kan schade aan organen <of alle betrokken organen vermelden indien bekend> veroorzaken bij langdurige of herhaalde blootstelling <blootstellingsroute vermelden indien afdoende bewezen is dat het gevaar bij andere blootstellingsroutes niet aanwezig is>." |
| H300+H310      | Acute orale toxiciteit en acute dermale toxiciteit, gevarencategorie 1 en 2                                  | "Dodelijk bij inslikken en bij contact met de huid" |
| H300+H330      | Acute orale toxiciteit en acute toxiciteit bij inademing, gevarencategorie 1 en 2                            | "Dodelijk bij inslikken en bij inademing" |
| H310+H330      | Acute dermale toxiciteit en acute toxiciteit bij inademing, gevarencategorie 1 en 2                          | "Dodelijk bij contact met de huid en bij inademing" |
| H300+H310+H330 | Acute orale toxiciteit, acute dermale toxiciteit en acute toxiciteit bij inademing,gevarencategorie 1 en 2   | "Dodelijk bij inslikken, bij contact met de huid en bij inademing" |
| H301+H311      | Acute orale toxiciteit en acute dermale toxiciteit, gevarencategorie 3                                       | "Giftig bij inslikken en bij contact met de huid" |
| H301+H331      | Acute orale toxiciteit en acute toxiciteit bij inademing, gevarencategorie 3                                 | "Giftig bij inslikken en bij inademing" |
| H311+H331      | Acute dermale toxiciteit en acute toxiciteit bij inademing, gevarencategorie 3                               | "Giftig bij contact met de huid en bij inademing" |
| H301+H311+H331 | Acute orale toxiciteit, acute dermale toxiciteit en acute toxiciteit bij inademing,gevarencategorie 3        | "Giftig bij inslikken, bij contact met de huid en bij inademing" |
| H302+H312      | Acute orale toxiciteit en acute dermale toxiciteit, gevarencategorie 4                                       | "Schadelijk bij inslikken en bij contact met de huid" |
| H302+H332      | Acute orale toxiciteit en acute toxiciteit bij inademing, gevarencategorie 4                                 | "Schadelijk bij inslikken en bij inademing" |
| H312+H332      | Acute dermale toxiciteit en acute toxiciteit bij inademing, gevarencategorie 4                               | "Schadelijk bij contact met de huid en bij inademing" |
| H302+H312+H332 | Acute orale toxiciteit, acute dermale toxiciteit en acute toxiciteit bij inademing,gevarencategorie 4        | "Schadelijk bij inslikken, bij contact met de huid en bij inademing" |

### Gevarenaanduidingen voor milieugevaren
| Code | Van toepassing op                                              | Begeleidende tekst                                                                                             |
| ---- | -------------------------------------------------------------- | --- |
| H400 | Acuut gevaar voor het aquatisch milieu, gevarencategorie 1     | "Zeer giftig voor in het water levende organismen."                                                            |
| H410 | Chronisch gevaar voor het aquatisch milieu, gevarencategorie 1 | "Zeer giftig voor in het water levende organismen, met langdurige gevolgen."                                   |
| H411 | Chronisch gevaar voor het aquatisch milieu, gevarencategorie 2 | "Giftig voor in het water levende organismen, met langdurige gevolgen."                                        |
| H412 | Chronisch gevaar voor het aquatisch milieu, gevarencategorie 3 | "Schadelijk voor in het water levende organismen, met langdurige gevolgen."                                    |
| H413 | Chronisch gevaar voor het aquatisch milieu, gevarencategorie 4 | "Kan langdurige schadelijk gevolgen voor in het water levende organismen hebben."                              |
| H420 | Gevaarlijk voor de ozonlaag, gevarencategorie 1                | "Schadelijk voor de volksgezondheid en het milieu door afbraak van ozon in de bovenste lagen van de atmosfeer" |

### Aanvullende gevareninformatie (EUH-zinnen)

#### Materiële eigenschappen
| Code   | Begeleidende tekst                                                      |
| ------ | ----------------------------------------------------------------------- |
| EUH001 | "In droge toestand ontplofbaar."                                        |
| EUH014 | "Reageert heftig met water."                                            |
| EUH018 | "Kan bij gebruik een ontvlambaar/ontplofbaar damp-luchtmengsel vormen." |
| EUH019 | "Kan ontplofbare peroxiden vormen."                                     |
| EUH044 | "Ontploffingsgevaar bij verwarming in afgesloten toestand."             |

De aanduiding EUH006, "Ontplofbaar met en zonder lucht.", is geschrapt door de Europese Verordening 487/2013 van 8 mei 2013.

#### Gezondheidseigenschappen
| Code   | Begeleidende tekst                                                         |
| ------ | -------------------------------------------------------------------------- |
| EUH029 | "Vormt giftig gas in contact met water."                                   |
| EUH031 | "Vormt giftig gas in contact met zuren."                                   |
| EUH032 | "Vormt zeer giftig gas in contact met zuren."                              |
| EUH066 | "Herhaalde blootstelling kan een droge of een gebarsten huid veroorzaken." |
| EUH070 | "Giftig bij oogcontact."                                                   |
| EUH071 | "Bijtend voor de luchtwegen."                                              |
| EUH380 | "Kan hormoonontregeling bij de mens veroorzaken"                           |
| EUH381 | "Wordt ervan verdacht hormoonontregeling bij de mens te veroorzaken"       |

#### Milieueigenschappen
| Code   | Begeleidende tekst                                         |
| ------ | ---------------------------------------------------------- |
| EUH059 | "Gevaarlijk voor de ozonlaag." (vervangen door H-zin H420) |

#### Aanvullende etiketteringselementen/informatie over bepaalde stoffen of mengsels
| Code       | Begeleidende tekst |
| ---------- | --- |
| EUH201     | "Bevat lood. Mag niet worden gebruikt voor voorwerpen waarin kinderen kunnen bijten of waaraan kinderen kunnen zuigen.                                       |
| EUH201A(*) | "Let op! Bevat lood." |
| EUH202     | "Cyanoacrylaat. Gevaarlijk. Kleeft binnen enkele seconden aan huid en oogleden. Buiten het bereik van kinderen houden."                                      |
| EUH203     | "Bevat zeswaardig chroom. Kan een allergische reactie veroorzaken."                                                                                          |
| EUH204     | "Bevat isocyanaten. Kan een allergische reactie veroorzaken."                                                                                                |
| EUH205     | "Bevat epoxyverbindingen. Kan een allergische reactie veroorzaken."                                                                                          |
| EUH206     | "Let op! Niet in combinatie met andere producten gebruiken. Er kunnen gevaarlijke gassen (chloor) vrijkomen."                                                |
| EUH207     | "Let op! Bevat cadmium. Bij het gebruik ontwikkelen zich gevaarlijke dampen. Zie de aanwijzigen van de fabrikant. Neem de veiligheidsvoorschriften in acht." |
| EUH208     | "Bevat <naam van de sensibiliserende stof>. Kan een allergische reactie veroorzaken."                                                                        |
| EUH209     | "Kan bij gebruik licht ontvlambaar worden." |
| EUH209A    | "Kan bij gebruik ontvlambaar worden." |
| EUH210     | "Veiligheidsinformatieblad op verzoek verkrijgbaar." |
| EUH401     | "Volg de gebruiksaanwijzing om gevaar voor de menselijke gezondheid en het milieu te voorkomen."                                                             |
| EUH430     | "Kan endocriene verstoring veroorzaken in het milieu." |
| EUH431     | "Verdacht van het veroorzaken van endocriene verstoring in het milieu."                                                                                      |
| EUH440     | "Hoopt zich op in het milieu en levende organismen, waaronder de mens."                                                                                      |
| EUH441     | "Hoopt zich sterk op in het milieu en levende organismen, waaronder de mens."                                                                                |
| EUH450     | "Kan langdurige en diffuse verontreiniging van waterbronnen veroorzaken."                                                                                    |
| EUH451     | "Kan zeer langdurige en diffuse verontreiniging van waterbronnen veroorzaken."                                                                               |

(*) alternatief voor EUH201 in bepaalde omstandigheden

## Lijst van voorzorgsmaatregelen (P-zinnen)

### Algemeen
| Code | Begeleidende tekst                                                                         |
| ---- | ------------------------------------------------------------------------------------------ |
| P101 | "Bij het inwinnen van medisch advies, de verpakking of het etiket ter beschikking houden." |
| P102 | "Buiten het bereik van kinderen houden."                                                   |
| P103 | "Alvorens te gebruiken, het etiket lezen."                                                 |

### Voorzorgsmaatregelen in verband met preventie
| Code      | Begeleidende tekst                                                                                            |
| --------- | --- |
| P201      | "Alvorens te gebruiken, de speciale aanwijzingen raadplegen."                                                 |
| P202      | "Pas gebruiken nadat u alle veiligheidsvoorschriften gelezen en begrepen heeft."                              |
| P210      | "Verwijderd houden van warmte/vonken/open vuur/hete oppervlakken en andere ontstekingsbronnen. - Niet roken." |
| P211      | "Niet in een open vuur of op andere ontstekingsbronnen spuiten."                                              |
| P220      | "Van kleding/.../brandbare stoffen verwijderd houden/bewaren."                                                |
| P221      | “Vermenging met brandbare stoffen... absoluut vermijden."                                                     |
| P222      | "Contact met de lucht vermijden."                                                                             |
| P230      | "Vochtig houden met..."                                                                                       |
| P231      | "Onder inert gas werken."                                                                                     |
| P232      | "Tegen vocht beschermen."                                                                                     |
| P233      | "In goed gesloten verpakking bewaren."                                                                        |
| P234      | "Uitsluitend in de oorspronkelijke verpakking bewaren."                                                       |
| P235      | "Koel bewaren."                                                                                               |
| P240      | "Opslag- en opvangreservoir aarden."                                                                          |
| P241      | "Explosieveilige elektrische/ventilatie-/verlichtings-/...apparatuur gebruiken."                              |
| P242      | "Uitsluitend vonkvrij gereedschap gebruiken."                                                                 |
| P243      | "Voorzorgsmaatregelen treffen tegen ontladingen van statische elektriciteit."                                 |
| P244      | "Houd afsluiters en fittingen vrij van olie en vet."                                                          |
| P250      | "Malen/schokken/...wrijving vermijden."                                                                       |
| P251      | "Ook na gebruik niet doorboren of verbranden."                                                                |
| P260      | "Stof/rook/gas/nevel/damp/spuitnevel niet inademen."                                                          |
| P261      | "Inademing van stof/rook/gas/nevel/damp/spuitnevel vermijden."                                                |
| P262      | "Contact met de ogen, de huid of de kleding vermijden."                                                       |
| P263      | "Bij zwangerschap of borstvoeding aanraking vermijden."                                                       |
| P264      | "Na het werken met dit product ... grondig wassen."                                                           |
| P270      | "Niet eten, drinken of roken tijdens het gebruik van dit product."                                            |
| P271      | "Alleen buiten of in een goed geventileerde ruimte gebruiken."                                                |
| P272      | "Verontreinigde werkkleding mag de werkruimte niet verlaten."                                                 |
| P273      | "Voorkom lozing in het milieu."                                                                               |
| P280      | "Beschermende kledij dragen."                                                                                 |
| P281      | "De nodige persoonlijke beschermingsuitrusting gebruiken."                                                    |
| P282      | "Koude-isolerende handschoenen/gelaatsbescherming/oogbescherming dragen."                                     |
| P283      | "Vuur/vlambestendige/brandwerende kleding dragen."                                                            |
| P284      | "[Bij ontoereikende ventilatie] adembescherming dragen."                                                      |
| P231+P232 | "Onder inert gas werken. Tegen vocht beschermen."                                                             |
| P235+P410 | "Koel bewaren. Tegen zonlicht beschermen."                                                                    |

Codes P281 ("De nodige persoonlijke beschermingsuitrusting gebruiken.") en P285 ("Bij ontoereikende ventilatie een geschikte adembescherming dragen.") zijn geschrapt door de Europese Verordening 487/2013 van 8 mei 2013.

### Voorzorgsmaatregelen in verband met respons
| Code           | Begeleidende tekst |
| -------------- | --- |
| P301           | "NA INSLIKKEN:" → onmiddellijk het antigifcentrum of een arts raadplegen."                                                                            |
| P302           | "BIJ CONTACT MET DE HUID:" |
| P303           | "BIJ CONTACT MET DE HUID (of het haar):" |
| P304           | "NA INADEMING:" |
| P305           | "BIJ CONTACT MET DE OGEN: → onmiddellijk zachtjes afspoelen met water."                                                                               |
| P306           | "NA MORSEN OP KLEDING:" → Zo snel mogelijk de kledij uitdoen.                                                                                         |
| P308           | "NA (mogelijke) blootstelling:" |
| P310           | "Onmiddellijk een ANTIGIFCENTRUM/arts/... raadplegen."                                                                                                |
| P311           | "Een ANTIGIFCENTRUM/arts/... raadplegen." |
| P312           | "Bij onwel voelen een ANTIGIFCENTRUM/arts/... raadplegen."                                                                                            |
| P313           | "Een arts raadplegen." |
| P314           | "Bij onwel voelen een arts raadplegen." |
| P315           | "Onmiddellijk een arts raadplegen." |
| P320           | "Specifieke behandeling dringend vereist (zie ... op dit etiket)."                                                                                    |
| P321           | "Specifieke behandeling vereist (zie ... op dit etiket)."                                                                                             |
| P330           | "De mond spoelen." |
| P331           | "GEEN braken opwekken." |
| P332           | "Bij huidirritatie:" |
| P333           | "Bij huidirritatie of uitslag:" |
| P334           | "In koud water onderdompelen/nat verband aanbrengen."                                                                                                 |
| P335           | "Losse deeltjes van de huid afvegen." |
| P336           | "Bevroren lichaamsdelen met lauw water ontdooien. Niet wrijven op de betrokken plaatsen."                                                             |
| P337           | "Bij aanhoudende oogirritatie:" |
| P338           | "Contactlenzen verwijderen, indien mogelijk. Blijven spoelen."                                                                                        |
| P340           | "De persoon in de frisse lucht brengen en ervoor zorgen dat deze gemakkelijk kan ademen."                                                             |
| P342           | "Bij ademhalingssymptomen:" |
| P350           | "voorzichtig wassen met veel water en zeep." |
| P351           | "Voorzichtig afspoelen met water gedurende een aantal minuten."                                                                                       |
| P352           | "Met veel water en zeep wassen." |
| P353           | "Huid met water afspoelen/afdouchen." |
| P360           | "Verontreinigde kleding en huid onmiddellijk met veel water afspoelen en pas daarna kleding uittrekken."                                              |
| P361           | "Verontreinigde kleding onmiddellijk uittrekken." |
| P362           | "Verontreinigde kleding uittrekken." |
| P363           | "Verontreinigde kleding wassen alvorens deze opnieuw te gebruiken."                                                                                   |
| P370           | "In geval van brand:" |
| P371           | "In geval van grote brand en grote hoeveelheden:" |
| P372           | "Ontploffingsgevaar in geval van brand." |
| P373           | "NIET blussen wanneer het vuur de ontplofbare stoffen bereikt."                                                                                       |
| P374           | "Met normale voorzorgen vanaf een redelijke afstand blussen."                                                                                         |
| P375           | "Op afstand blussen omwille van ontploffingsgevaar."                                                                                                  |
| P376           | "Het lek dichten als dat veilig gedaan kan worden."                                                                                                   |
| P377           | "Brand door lekkend gas: niet blussen, tenzij het lek veilig gedicht kan worden."                                                                     |
| P378           | "Blussen met..." |
| P380           | "Evacueren." |
| P381           | "Alle ontstekingsbronnen wegnemen als dat veilig gedaan kan worden."                                                                                  |
| P390           | "Gelekte/gemorste stof opnemen om materiële schade te vermijden."                                                                                     |
| P391           | "Gelekte/gemorste stof opruimen." |
| P301+P310      | "NA INSLIKKEN: onmiddellijk een ANTIGIFCENTRUM/arts/... raadplegen."                                                                                  |
| P301+P312      | "NA INSLIKKEN: bij onwel voelen een ANTIGIFCENTRUM/arts/... raadplegen."                                                                              |
| P301+P330+P331 | "NA INSLIKKEN: de mond spoelen -- GEEN braken opwekken."                                                                                              |
| P302+P334      | "BIJ CONTACT MET DE HUID: in koud water onderdompelen/nat verband aanbrengen."                                                                        |
| P302+P352      | "BIJ CONTACT MET DE HUID: met veel water en zeep wassen."                                                                                             |
| P303+P361+P353 | "BIJ CONTACT MET DE HUID (of het haar): verontreinigde kleding onmiddellijk uittrekken. Huid met water afspoelen/afdouchen."                          |
| P304+P340      | "NA INADEMING: de persoon in de frisse lucht brengen en ervoor zorgen dat deze gemakkelijk kan ademen."                                               |
| P305+P351+P338 | "BIJ CONTACT MET DE OGEN: voorzichtig afspoelen met water gedurende een aantal minuten; contactlenzen verwijderen, indien mogelijk; blijven spoelen." |
| P306+P360      | "NA MORSEN OP KLEDING: verontreinigde kleding en huid onmiddellijk met veel water afspoelen en pas daarna kleding uittrekken."                        |
| P308+P311      | "NA (mogelijke) blootstelling: een ANTIGIFCENTRUM/arts/... raadplegen."                                                                               |
| P308+P313      | "NA (mogelijke) blootstelling: een arts raadplegen."                                                                                                  |
| P332+P313      | "Bij huidirritatie: een arts raadplegen." |
| P333+P313      | "Bij huidirritatie of uitslag: een arts raadplegen."                                                                                                  |
| P335+P334      | "Losse deeltjes van de huid afvegen. In koud water onderdompelen/nat verband aanbrengen."                                                             |
| P337+P313      | "Bij aanhoudende oogirritatie: een arts raadplegen."                                                                                                  |
| P342+P311      | "Bij ademhalingssymptomen: een ANTIGIFCENTRUM/arts/... raadplegen."                                                                                   |
| P361+P364      | "Verontreinigde kleding onmiddellijk uittrekken en wassen alvorens deze opnieuw te gebruiken."                                                        |
| P362+P364      | "Verontreinigde kleding uittrekken en wassen alvorens deze opnieuw te gebruiken."                                                                     |
| P370+P376      | "In geval van brand: het lek dichten als dat veilig gedaan kan worden."                                                                               |
| P370+P378      | "In geval van brand: blussen met..." |
| P370+P380      | "In geval van brand: evacueren." |
| P370+P380+P375 | "In geval van brand: evacueren. Op afstand blussen omwille van ontploffingsgevaar."                                                                   |
| P371+P380+P375 | "In geval van grote brand en grote hoeveelheden: evacueren. Op afstand blussen omwille van ontploffingsgevaar."                                       |

sCodes P361+P364 en P362+P364 zijn ingevoegd en codes P307 ("NA blootstelling:"), P307 ("NA blootstelling of bij onwel voelen:"), P322 ("Specifieke maatregelen (zie ... op dit etiket)."), P341 ("Bij ademhalingsmoeilijkheden het slachtoffer in de frisse lucht brengen en laten rusten in een houding die het ademen vergemakkelijkt."), P350 ("Voorzichtig wassen met veel water en zeep."), P302+P350 (|"BIJ CONTACT MET DE HUID: voorzichtig wassen met veel water en zeep."), P304+P341 (""NA INADEMING: bij ademhalingsmoeilijkheden het slachtoffer in de frisse lucht brengen en laten rusten in een houding die het ademen vergemakkelijkt."") en P309+P311("NA blootstelling: een ANTIGIFCENTRUM of een arts raadplegen.") zijn geschrapt door de Europese Verordening 487/2013 van 8 mei 2013.

### Voorzorgsmaatregelen in verband met opslag
| Code      | Begeleidende tekst                                                                                   |
| --------- | --- |
| P401      | "... bewaren."                                                                                       |
| P402      | "Op een droge plaats bewaren."                                                                       |
| P403      | "Op een goed geventileerde plaats bewaren."                                                          |
| P404      | "In gesloten verpakking bewaren."                                                                    |
| P405      | "Achter slot bewaren."                                                                               |
| P406      | "In corrosiebestendige/... houder met corrosiebestendige binnenbekleding bewaren."                   |
| P407      | "Ruimte laten tussen stapels/pallets."                                                               |
| P410      | "Tegen zonlicht beschermen."                                                                         |
| P411      | "Bij maximaal ... °C/... °F bewaren."                                                                |
| P412      | "Niet blootstellen aan temperaturen boven 50 °C/122 °F."                                             |
| P413      | "Bulkmateriaal, indien meer dan ... kg/... lbs, bij temperaturen van maximaal ...°C/... °F bewaren." |
| P420      | "Gescheiden van ander materiaal bewaren."                                                            |
| P422      | "Onder ... bewaren."                                                                                 |
| P402+P404 | "Op een droge plaats bewaren. In gesloten verpakking bewaren."                                       |
| P403+P233 | "Op een goed geventileerde plaats bewaren. In goed gesloten verpakking bewaren."                     |
| P403+P235 | "Op een goed geventileerde plaats bewaren. Koel bewaren."                                            |
| P410+P403 | "Tegen zonlicht beschermen. Op een goed geventileerde plaats bewaren."                               |
| P410+P412 | "Tegen zonlicht beschermen. Niet blootstellen aan temperaturen boven 50 °C/122 °F."                  |
| P411+P235 | "Bij maximaal ... °C/... °F bewaren. Koel bewaren."                                                  |

### Voorzorgsmaatregelen in verband met afval
| Code  | Begeleidende tekst                                                            |
| ----- | ----------------------------------------------------------------------------- |
| P501A | "Inhoud/verpakking afvoeren naar gecertificeerde verwerker van afvalstromen." |
| P501B | "Inhoud/verpakking afvoeren volgens plaatselijke voorschriften."              |

## Referentie
- Verordening (EG) nr. 1272/2008 van het Europees Parlement en de Raad van 16 december 2008 betreffende de indeling, etikettering en verpakking van stoffen en mengsels tot wijziging en intrekking van de Richtlijnen 67/548/EEG en 1999/45/EG en tot wijziging van Verordening (EG) nr. 1907/2006